# MC Lynx
Seyfullah Armut, beter bekend als MC Lynx, is een voormalig Nederlandse rapper van Turkse afkomst uit Borculo die in de jaren 90 met het producersduo Flamman & Abraxas enkele hits scoorde. De singles I'll be your only friend en I need love haalden in 1997 de top 10 van de Nederlandse hitlijsten. Dit succes nam echter ook snel weer af. De vierde single, Rubb it in, kwam niet hoger dan de tipparade en de daarna verschenen R&B-plaat Bounce Y'all flopte eveneens. In 2002 kwam MC Lynx nog in de publiciteit door zijn campagne voor Veilig Verkeer Nederland "Veilig oversteken, Lynx, rechts, Lynx".
Tegenwoordig is MC Lynx onder zijn eigen naam weer actief bij 4Sinners.

## Discografie

### Singles
| Single met eventuele hitnotering(en) in de Nederlandse Top 40 | Datum van verschijnen | Datum van binnenkomst | Hoogste positie | Aantal weken | Opmerkingen                            |
| ------------------------------------------------------------- | --------------------- | --------------------- | --------------- | ------------ | -------------------------------------- |
| I'll Be Your Only Friend                                      | 1997                  | 12-04-1997            | 5               | 12           | In samenwerking met Flamman & Abraxas. |
| I Need Love                                                   | 1997                  | 09-08-1997            | 12              | 13           | In samenwerking met Flamman & Abraxas. |
| Rubb It In                                                    | 1997                  | 20-12-1997            | tip9            | 6            | In samenwerking met Flamman & Abraxas. |
| Bounce Y' All                                                 | 1999                  | -                     | -               | -            |                                        |